# Amar'e Stoudemire

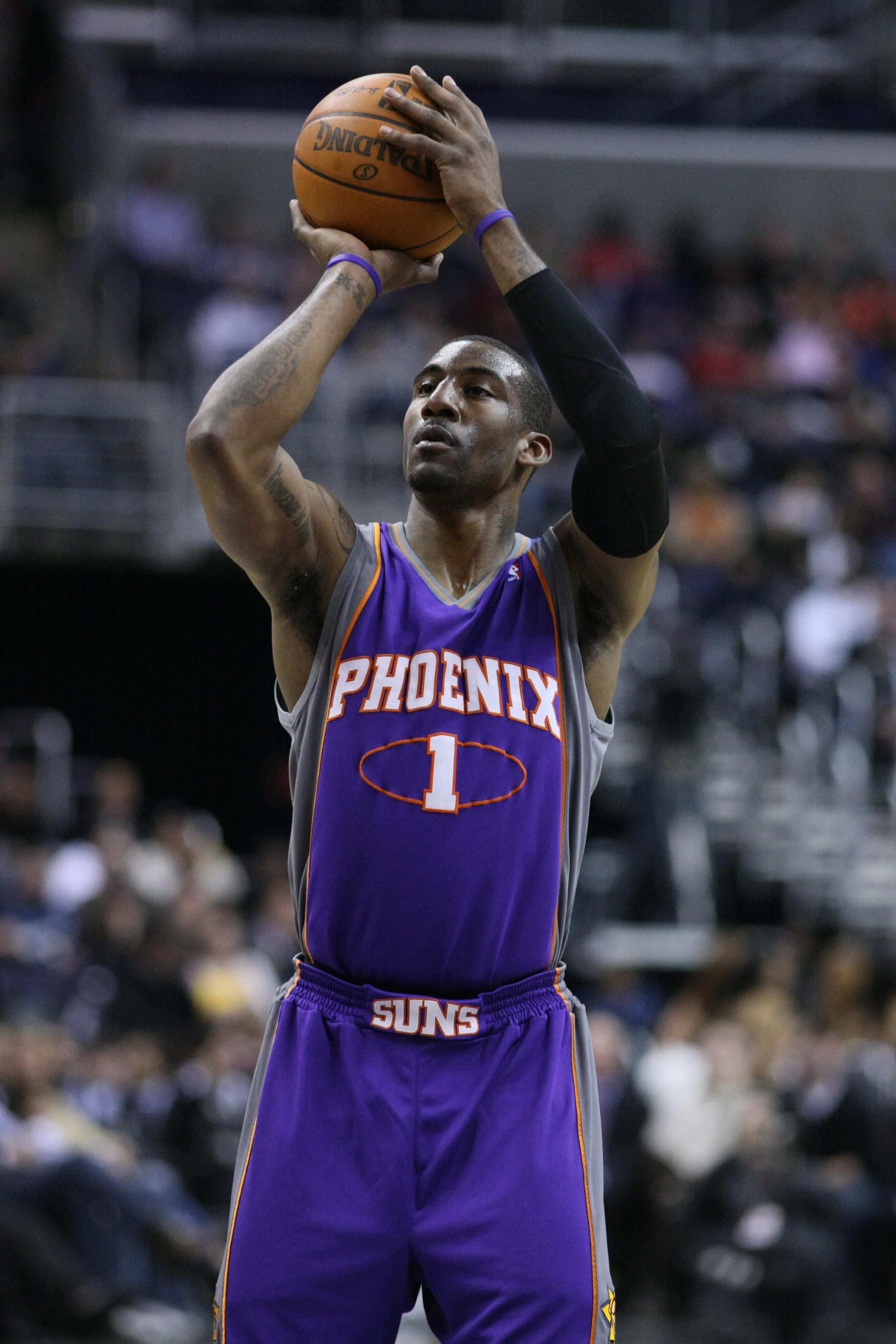
Amar’e Stoudemire při trestném hodu v sezoně 08/09

Amar'e Carsares Stoudemire (* 16. listopadu 1982 Lake Wales, Florida, USA) je americký profesionální basketbalový power forward/pivot, bývalý hráč NBA, hrající v současnosti za izraelský klub Hapoel Jerusalem.
Vyhrál ocenění NBA Rookie of the Year Award v roce 2003. Celkem se dostal 7x do All-Star Game a v roce 2007 se dostal do 1. výběru NBA.

## Mládí a kariéra
Stoudemire se narodil v Lake Wales na Floridě. Jeho otec, Hazell, zemřel na infarkt, když bylo Amar'emu 12 a jeho matka, Carrie, byla v té době ve vězení.
V důsledku toho mladý Amar'e chodil do šesti různých středních škol než studium dokončil na Cypress Creek. V jednom rozhovoru s Isaacem Perrym (pro časopis Dime) řekl, že to, co ho drželo v této době, byl Bůh a texty rappera Tupaca Shakura.
Do 14 let nehrál basketbal. Přestože Stoudemire odehrál jen dva roky středoškolské basketbalové ligy, byl jmenován nejužitečnějším hráčem Nike Summer League. Měl nastoupit na Memphiskou univerzitu.
Místo toho souhlasil s nabídkou draftu NBA, protože chtěl co nejrychleji pomoci své rodině. Phoenix Suns se pro něj rozhodli jakožto pro devátou volbu v draftu NBA v roce 2002. Phoenix byl jediným týmem, který ten rok vybral středoškolského hráče v prvním kole.

## Kariéra v NBA
- 2002–2010	Phoenix Suns
- 2010–2015	New York Knicks
- 2015	Dallas Mavericks
- 2015–2016	Miami Heat
- od 2016	Hapoel Jerusalem

## Kariéra podrobně

### Phoenix Suns (2002–10)

#### Raná léta
Ve své 1. sezoně (2002/2003) Stoudemire sbíral průměrně 13,5 bodů a 8,8 doskoků na zápas. Jeho maximum 38 bodů proti Minnesotě Timberwolves 30. prosince 2002stanovil nejvyšší skóre hráče „prop-to-pro“, které o rok později překonal LeBron James. Stoudemire vyhrál NBA Rookie of the year Award, když porazil Yao Minga nebo třeba Carona Butlera a stal se prvním hráčem, který přišel ze střední školy a vyhrál tuto cenu.

#### Problémy s koleny
Před sezonou 2005-2006 bylo u Stoudemira zjištěno poškození chrupavky a 18. října 2005 musel podstoupit operaci. Zpočátku si Suns mysleli, že se vrátí v polovině února, ale jeho rehabilitace trvala déle. Stoudemire přesto zaznamenal 20 bodů v jeho návratu proti Portlandu Trail Blazers, ale ve svém třetím utkání po návratu proti New Jersey nedal ani bod. Dne 28. března bylo oznámeno, že pravděpodobně vynechá zbytek sezóny kvůli ztuhlosti kolen. Jeho manažer uvedl, že comeback přišel příliš brzy a bude potřeba více času, aby se zotavil. Stoudemireovy rehabilitace byly vedeny trenérem Suns Aaronem Nelsonem a Doktorem Michaelem Clarkem, prezidentem a generálním ředitelem Národní Akademie tělovýchovného lékařství (NASM), proběhly v pořádku a Amar‘e postupně získal svou sílu zpět.
Stoudemire se v roce 2006 zúčastnil Basketbalového kempu USA v Las Vegas, ale nakonec v roce 2006 na mistrovství světa nehrál.
Jeho trenéři říkali, že od poslední operace neměl žádný otok a jeho flexibilita a síla byla lepší než kdy jindy.
Stoudemire hrál na Americas Championship 2007, ale v nominaci národního týmu pro olympijské hry 2008 chyběl. Jerry Colangelo, výkonný ředitel národního týmu řekl: "Amar'e sám požádal o uvolnění kvůli obavám, že by se mu jeho zranění v takovém zatížení po skoro roce léčby mohlo obnovit."

#### Sezona 2006-07
Před sezónou 2006-07 Stoudemire změnil jeho číslo dresu z 32 na číslo 1 poté, co ho Dijon Thompson uvolnil. Stoudemire se opět připojil k národnímu týmu Spojených států a v červenci s nimi začal trénovat. Nakonec byl ze soupisky stejně vyškrtnut kvůli své cestě do Asie. Trenér Mike Krzyzewski totiž věřil, že potřebuje řádnou šanci se plně zotavit ze zranění kolena.
Dne 18. února 2007 se Stoudemire podruhé objevil v All-Star Game NBA (poprvé v roce 2005 - tedy před zraněním). Zaznamenal 29 bodů a doskočil 9 míčů a skončil druhý v hlasování o nejlepšího hráče zápasu po vítězi Kobemu Bryantovi. Amar'e předtím oznámil, že se do All-Star Game dostane v jeho první sezóně po zranění kolena, což splnil.
Během play-off v roce 2007 proti San Antonio Spurs Stoudemire prohlásil, že Manu Ginobili a Bruce Bowen hrají špinavou hru. Následně v pátém zápase byl vykázán poté, co opustil prostor lavičky po hádce mezi Stevem Nashem a Robertem Horryem. Suns prohráli proti Spurs v šesti zápasech.

#### Sezona 2007-08
Stoudemire byl v této sezoně nejlepší ze Suns v bodování (25,2 bodů na zápas) a doskocích (9,1 na zápas). Opět se zúčastnil NBA All-Star game a byl jmenován do druhého All-NBA týmu. Stoudemire si také musel zvyknout na hru se Shaquillem O'Nealem, kterého Suns získaly v únoru. Suns v Play-off opět prohráli proti svým rivalum ze San Antonio. Suns ztratili velký náskok ve prvním zápase a zdálo se, že se z toho nemohly vzpamatovat. Nakonec sérii prohráli 4-1. Stoudemire v této sérii skóroval průměrně 23 bodů. Po sezóně, trenér Suns Mike D'Antoni opustil tým a byl angažován New Yorkem Knicks.

#### Sezona 2008-09 a zranění oka
S novým trenérem Terrym Porterem se Suns zaměřili především na obranu a snažili se vyhnout zbytečným faulům. V důsledku zvýšeného důrazu na obranu se útok zpomalil což vyústilo v to, že Stoudemire sóroval v průměru o 4 body méně než v předešle sezoně. Nicméně to ho nijak neohrozilo na pozici nejproduktivnějšího hráče a doskakovače týmu. Suns se také nemohli sžít s herním systémem Terryho Portera a zaznamenali jen 28-23. Před NBA All-Star Game dokonce prohráli pět utkáních v řadě.
Dne 19. února v zápase proti Los Angeles Clippers se Stoudemireovi utrhla sítnice. Oko měl zraněné již v předsezóně (natržená duhovka bez jakéhokoli zranění sítnice). Tehdy řekl, že by měl nosit ochranné brýle pro zbytek své kariéry, ale vydržel to pouze sedm zápasů. Stoudemire podstoupil operaci sítnice. Ta se nakonec zdařila (včetně rehabilitací zabrala 8 týdnů) a Amar'e nakonec vynechal zbytek sezony. V následující sezóně začal nosit ochranné brýle, které si sundává jen na trestné hody.

#### 2009-10
V sezóně 2009-10 Stoudemire nakonec dovedl Suns k 54 vítězstvím a 28 porážkám, což znamenalo třetí příčku v Západní konferenci. Suns porazili Portland Trail Blazers 4-2 v prvním kole a následně rozdrtili své rivaly San Antonio Spurs 4-0 v semifinále konference. Ve finále konference nepotkali nikoho jiného než obhájce titulu, Los Angeles Lakers. Po prohře prvních dvou zápasů, Stoudemire zaznamenal nejdříve 42 bodů v třetím a následně 21 ve čtvrtém zápase. Série byla tedy srovnána 2-2. Poté, co Ron Artest hodil v pátém zápase buzzer-beater a Kobeho Bryantových 37 bodech v šestém zápase nakonec Suns prohráli sérii 4-2.

### New York Knicks (2010–2011)
Dne 30. června 2010 se Amar'e Stoudemire po ukončení smlouvy oficiálně stal nechráněným volným hráčem. Dne 5. července téhož roku se dohodl s New York Knicks na nové smlouvě v hodnotě 99 700 000 dolarů vyplácených po dobu pěti let. Spolu s Knicks se Stoudemire znovushledal s hlavním trenérem Mikem D'Antonim, který ho trénoval ještě ve Phoenix Suns.
Dne 15. prosince 2010 v prohře proti Bostonu Celtics Stoudemire překonal rekord týmu s více než 30 střelenými body v devíti zápasech za sebou a o dva dny později překonal další týmový rekord, když v devíti zápasech měl více než 50procentní úspěšnost střelby z pole.
Stoudemire se mimo jiné opět probojoval do All-Star Game, ovšem poprvé na straně východu a hned do základní pětky spolu s LeBronem Jamesem, Dwyanem Wadem, Derrickem Rosem a Dwightem Howardem.
Dne 23. února 2011 uskutečnil New York Knicks "megatrejd" a přivedl Amar'emu hvězdné spoluhráče Carmela Antonyho a Chaunceyho Billupse.
Ani tyto veliké změny New Yorku nepomohly a byli hladce vyřazeni (4-0 na zápasy) Bostonem Celtics hned v prvním kole play-off. To bylo zapříčiněno mimo jiné i zraněními Chaunceyho Bilupse a Amar'eho Stopudemira (zranění zad).

### New York Knicks (2011–2012)
Zkrácená sezóna kvůli stávce v NBA pouze na 66 utkání začala v New Yorku vyškrtnutím Billupse, podepsáním zkušeného defensivního pivota a "novopečeného" šampióna Tysona Chandlera. To způsobilo Amar'emu potíže z hlediska dělení se o míč s dalším vysokým a dominantním hráčem. Celkově se jednalo o velmi špatnou sezonu. Důsledky zranění, nepřítomnost rozehrávače (zraněný Baron Davis), nesehranost týmu, výměna trenéra, atd. Přes všechny problémy se Knicks nakonec dostali do play-off jako sedmý nejlepší tým východu, což jim přisoudilo do prvního kola Miami Heat v čele s Dwaynem Wadem a LeBronem Jamesem. New York šel do série bez objevu sezony rozehrávače Jeremy Lina, který musel podstoupit operaci kolene. Po prvních dvou prohraných zápasech Stoudemire neunesl frustraci a v šatně udeřil do krytu hasicího přístroje a pořezal si ruku. Díky tomu promeškal třetí zápas - opět prohraný. K překvapení téměř všech Amar’e nastoupil, aby pomohl týmu ukončit již 13 zápasů trvající šňůru proher ve vyřazovacích bojích. To se nakonec povedlo, když spolu se spoluhráčem Carmelem Anthonym nasázeli soupeři 61 bodů (20 pro Amar’eho).

### Miami Heat (2015–2016)
Posledním týmem NBA, za který Stoudemire hrál, se stal Miami Heat. V červenci 2016 ukončili spolupráci, z NBA všek Stoudemire odešel symbolicky jako člen New York Knicks. Poté podepsal dvouletý kontrakt s izraelským týmem Hapoel Jerusalem.